# Mali Turini
Pour les articles homonymes, voir Turini.
Mali Turini (en italien : Turini Piccola) est une localité de Croatie située en Istrie, dans la municipalité de Sveta Nedelja, dans le comitat d'Istrie. En 2001, la localité comptait 45 habitants.

## Démographie
| 1948 | 1953 | 1961 | 1971 | 1981 | 1991 | 2001 |
| ---- | ---- | ---- | ---- | ---- | ---- | ---- |
| 146  | 142  | 125  | 97   | 71   | 59   | 45   |